# Ashland, Inc.
Ashland Inc. (of kort Ashland) is een chemieconcern, het produceert chemicaliën, plastics, motorolieproducten, en het levert andere specialistische producten. Het bedrijf heeft zijn oorsprong als aardolieverwerker en is gevestigd in meer dan 100 landen wereldwijd, het hoofdkantoor is gevestigd in Covington (Kentucky), Verenigde Staten. Het Europese hoofdkantoor is gevestigd in Barendrecht, tevens is er nog een fabriek in Zwijndrecht, Doel (methylcellulose), Alizay (Frankrijk) (Carboxymethylcellulose), Beringen (in 2014 overgenomen door Solenis) en een fabriek van Valvoline in Dordrecht.

## Geschiedenis
Ashland is opgericht in 1924 als Ashland Refining Company in Ashland (Kentucky) door Paul G. Blazer.
De eerste raffinaderij werd geplaatst in Lexington (Kentucky) onder de naam Swiss Oil Company. In 1930 werd de nabijgelegen Tri-state Refining Company opgekocht waardoor de totale capaciteit toenam met 5.500 vaten per dag. In de eerste periode groeide Ashland voornamelijk door het overnemen van verschillende andere bedrijven waaronder in 1936 Swiss Oil en in 1948 Allied Oil.
In de jaren 50 werd Ashland meer divers en kocht het de petrochemische fabriek R.J. Brown op in 1956 en United Carbon in 1963.
Door de jaren heen nam de diversificatie binnen Ashland toe, totdat het bedrijf in 1995 bijgevolg zijn naam veranderde in het huidige Ashland Inc., dit om te benadrukken dat het inmiddels veel minder afhankelijk is van olie. Het bedrijf noemt zichzelf nu een "Speciality Chemicals Company".
In september 2015 werd besloten dat Ashland en Valvoline gescheiden verdergaan en beide separate bedrijven worden en beide genoteerd worden aan de beurs. Ashland wil zich op deze manier nog verder specialiseren in chemicaliën. De splitsing van beide bedrijven wordt in 2016 afgerond. 

## Valvoline
Het bekendste onderdeel van Ashland Inc. was "Valvoline". Dit onderdeel werd opgericht in 1866 Dr. John Ellis als Continuous Oil Refining Company en in 1868 hernoemd tot Valvoline. Daarmee is het het oudste oliemerk ter wereld.
Dr. John Ellis was eigenlijk de medicinale werking van minerale oliën aan het onderzoeken. Al snel kwam hij erachter dat minerale oliën niet over deze eigenschappen beschikken, maar hij raakte gefascineerd door de mogelijkheden om oliën te gebruiken als smeermiddel. Dit smeermiddel bleek uitstekend voor de door stoom aangedreven motoren van stroomtreinen en -schepen. Het bedrijf groeide snel en beschikte al snel over verschillende vestigingen over de gehele wereld. In 1950 wordt Valvoline onderdeel van Ashland Inc.
Naast de bekendheid rondom het grote aantal auto-onderhoudmaterialen is Valvoline ook bekend vanwege de sponsoring van verschillende raceactiviteiten. Reeds in 1895 was het Valvoline dat de winnende auto in de eerste Amerikaanse autorace van motorolie heeft voorzien. Vanaf 1959 start Valvoline met de sponsoring van grootschalige autosportevenementen, waaronder de Indy 500 en de Nascar races. In Europa werd onder andere formule 1 gesponsord en de DTM races. Bekendste coureur was Colin McRae. Valvoline was gedurende 2013 actief in de British Touring Car Championship (BTCC) met het team van Honda en coureur Matt Neal en is sinds 2012 partner van de World Touring Car Championship (WTCC) met coureur Tom Coronel.
Valvoline werd in 2016 een zelfstandig bedrijf genoteerd aan de beurs.

## Divisies
Ashland bestaat anno 2014 uit drie divisies:
- Ashland Specialty Ingredients
- Ashland Performance Materials
- Ashland Consumer Markets (Valvoline) werd in 2016 een zelfstandig bedrijf
- [een vierde divisie, Ashland Water Technologies is in 2014 verkocht]

Begin november 2010 maakte Ashland via een persbericht bekend dat de Ashland Distribution unit verkocht was aan TPG Capital voor $930 miljoen.
In mei 2011 maakt Ashland bekend dat het ISP (International Specialty Products Inc.) overneemt voor $3.2 miljard en hiermee zijn wereldwijde positie in de specialty chemicals verstevigt. ISP zou opgenomen worden in de divisie Ashland Specialty Ingredients.
Op 18 februari 2014 werd bekend dat Ashland zijn Ashland Water Technologies divisie-verkocht voor $1.8 miljard dollar en verder ging met 3 divisies. Ashland Water Technologies werd gekocht door een Amerikaans investeringsfonds en herdoopt tot Solenis. Hiertoe behoorde ook de fabriek van Ashland in Beringen. Begin oktober 2014 kondigde de directie aan dat ze deze fabriek in 2015 zou sluiten.